# 166 км (зупинний пункт)
166 кіломе́тр — пасажирський залізничний зупинний пункт Івано-Франківської дирекції Львівської залізниці.
Розташований у селі Голосків, Коломийський район, Івано-Франківської області на лінії Хриплин — Коломия між станціями Отиня (3,5 км) та Коршів (13 км).
Станом на лютий 2019 року щодня чотири пари дизель-потягів прямують за напрямком Коломия — Івано-Франківськ.